# Famille Kelcz
La famille Kelcz est une famille noble hongroise fondée par Zsigmond Kelcz au début du XVIIIe siècle.

## Histoire
D’après l’historien Kempelen, cette famille serait une lointaine descendante d’une famille allemande nommée Kheltz, Kelz, Káls ou encore Chelz. L’histoire de cette famille semble émerger avec Zsigmond Kelcz. Ce dernier épouse Rozália Varádi, né en 1714. Le couple s'installe à Rozgony près de Košice en Slovaquie et ont de nombreux enfants. Il est nommé vice-gouverneur (alispán) en 1739 puis en 1775. Il est également député à la diète (Orszaggyulesi követ) de 1741.
Sa femme Rozália Varádi rédige un testament en 1783. S’ensuit un conflit judiciaire autour de cet héritage qui aboutit finalement à un abandon d’une partie de ce dernier, dont des propriétés à Rozgony, Vajkócz Haraszt, Gyülvész, Benyéki et Kojatice.
La crypte familiale où est notamment enterré Zsigmond Kelcz, arrière-petit-fils de Zsigmund et Rozália, se trouve toujours au cimetière Rozalia à Košice, en Slovaquie. Il a existé une branche de cette famille en Transdanubie où un certain Adam se serait installé vers 1730.

## Membres notables
- Antal Kelcz, fils de Zsigmond, est nommé alispán (vice comte-suprême) du comitat d’Abauj en 1760 ou 1775.
  - Janós Kelcz, petit-fils de Zsigmond, est nommé Juge des nobles en 1835.
    - István Kelcz, petit-fils de Zsigmond, est nommé responsable notaire du district (főjegyző) en 1838, puis adjoint du vice-gouverneur de province en 1846 et enfin  vice-gouverneur (alispán) de province en 1848.
      - Vincze Kelcz, arrière-petit-fils de Zsigmond, est nommé collecteur d'impôts (adószedő) en 1838.